# کاظم ملک‌الاطباء رشتی
میرزا محمد کاظم خان رشتی (گیلانی) فرزند محمد رشتی، ملقب به فیلسوف الدوله، ملک الاطبا و فیلسوف زمان، از اطبای سنتی عالی رتبهٔ ایران در قرن نوزدهم، از پزشکان دوران محمد شاه قاجار و حکیم‌باشی دربار و پزشک مخصوص ناصر الدین شاه قاجار  بود. او در حدود ۱۱۶۶ شمسی در شهر رشت متولد و در سال ۱۲۸۶ شمسی (۱۳۲۵ قمری) در شهر تهران درگذشت.
زادروز رشتی نامعلوم است ولی طبق گفتگویی دربارهٔ او بین ناصرالدین شاه و محمدحسن خان اعتماد السلطنه در شوال ۱۳۰۵ / ژوئن ۱۸۸۸ که در آن سن وی را بین شصت و شصت و پنج سال قمری تخمین می‌زنند و خدمت بلندمدت او در دربار به عنوان پزشک، او باید در حدود سال ۱۲۳۵/۱۹۲۰ زاده شده باشد. نوشته مهدی بامداد که او در ۱۱۶۳ زاده شده باشد به سختی پذیرفتنی است. بر اساس مجله ایران سلطانی، میرزا محمد کاظم رشتی پس از تحصیل علوم زمان خود و کسب مهارت در فن و نظریهٔ پزشکی در ۱۲۵۵/۱۸۳۹ در دوران محمدشاه وارد خدمت به دربار شد. در ۱۲۶۲/ ۱۸۴۶ او پزشک شخصی ملکه مادر، مهد علیا، شد و و روستای محمودآباد، از جمله اراضی خالصه، را به عنوان تیول دریافت کرد. اعتماد السلطنه می‌نویسد که او پیش از مقامش به عنوان پزشک دربار در تهران، رشتی شربت دار عیسی خان اعتماد الدوله والی گیلان بوده‌است.

## تحصیلات
میرزا کاظم مدت هشت سال نزد حکیم‌باشی رشت به آموختن طب پرداخت. مدت ده سال نزد میرزا حسین خان اصفهانی پزشک مخصوص محمد شاه طب سنتی ایرانی را آموخت. در واقع او از آخرین طبیبان سنتی ایران است که در دربار قاجار فعال بوده و شاهد دوران گذار و انتقال از طب سنتی و کهن به طب مدرن به ویژه با حضور اطبای اروپایی در دربار بوده‌است.

## مدرسه فیلسوف الدوله
فیلسوف‌الدوله قسمتی از املاک خود را وقف امور خیریه نمود و مدرسه‌ای به نام «فیلسوف» در محله سید اسماعیل تهران ساخت و خرج کلیهٔ طلاب این مدرسه از املاک او تأمین می‌شد و تولیت موقوفات وی به عهده پدر واعظ معروف محمد تقی فلسفی بود. او بنای مدرسه‌فیلسوف‌الدوله را همزمان با ساخت امامزاده «سیداسماعیل» با ۱۲ حجره در اطراف و دو ایوان و ورودی که در طراحی آن، عناصری مانند جلوخان، هشتی، دالان و ایوان به کار رفته است، ساخت. او در ساخت این بنای قاجاری، کاشی‏‌کاری‏‌های ظریف و کاربندی‏‌های زیبایی را به کار برد. او خود بخشی از همین موقوفه دفن شده‌است. در حال حاضر مقبره او وضعیت مناسبی نداشته و تبدیل به انبار شده‌است.

## فرزندان
از فیلسوف الدوله پنج پسر به نام‌های لقمان الملک (طبیب مظفرالدین شاه)، میرزا ابراهیم مستوفی، میرزا احمد خان میرپنج، میرزا کمال الدین ملک الاطباء و مجدالدین مدیر دفتر باقی ماند. در سال ۱۳۰۸ قمری لقمان الملک پسر فیلسوف الدوله «حکیم‌باشی کل نظام» یعنی رئیس بهداری ارتش آن روزگار شد.